# Хазе, Пауль фон
Карл Пауль Иммануэль фон Хазе (24 июля 1885 — 8 августа 1944) — немецкий военный деятель, генерал-лейтенант. Комендант Берлина в 1940—1944 годах. Один из участников заговора 20 июля и покушения на Адольфа Гитлера.

## Биография
Хазе родился в Ганновере. Он был пятым ребёнком в семье Пауля и Фриды фон Хазе. 12 декабря 1921 года Хазе женился на Маргарет, Баронессе фон Ванк. У них было четверо детей: Ина, Мария-Гизела, Александр и Фридрих Вильгельм.
Он занимал следующие посты во время Нацистского режима в Германии.
- 1933—1934: Командир батальона в Нойруппине;
- 1934—1935: Командир батальона в Гожуве-Велькопольском;
- 1935—1938: Командир 50-го полка;
- 1939—1940: Командующий 46-й дивизией;
- 1940: Командующий 56-й пехотной дивизией;
- 1940—1944: Комендант Берлина.

В 1938 году Генерал-майор фон Хазе был посвящён в планы заговора против Гитлера такими людьми, как адмирал Канарис, подполковник Ханс Остер, Генералами Вицлебеном, Гальдером и Гепнером.
Он был дядей известного Лютеранского пастора Дитриха Бонхёффера, который также принимал участие в заговоре.
20 июля 1944 года, после неудачного покушения на Гитлера в Волчьем Логове Хазе приказал командиру охранного батальона «Великая Германия» Отто-Эрнст Ремеру оцепить правительственный квартал в Берлине во время последующей попытки государственного переворота. Позже Ремер снял оцепление, и Хазе был арестован Гестапо.
В суде от 8 августа 1944 года был приговорён к смертной казни за участие в заговоре. В тот же день был повешен в тюрьме Плётцензее.

## Награды

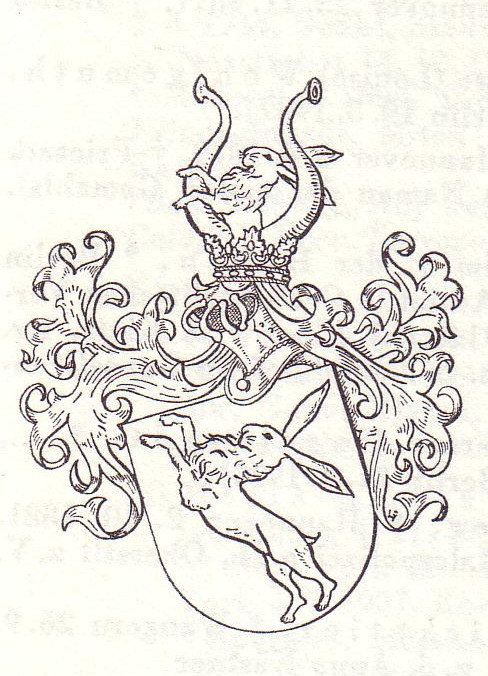
Герб рода фон Хазе

- Железный крест (1914) 2-го и 1-го класса (Королевство Пруссия)
- Орден Альбрехта рыцарский крест 1-го класса с мечами (Королевство Саксония)
- Ганзейский крест Гамбурга
- Нагрудный знак «За ранение» (1918) чёрный (Германская империя)
- Почётный крест Первой мировой войны 1914/1918 с мечами (1934)
- Медаль «За выслугу лет в вермахте» с 4-го по 1-й класс
- Пряжка к Железному кресту (1939) 2-го и 1-го класса
- Немецкий Крест в серебре (30 декабря 1943) как Генерал-лейтенанту и Коменданту Берлина
- Крест «За военные заслуги» 2-го и 1-го класса с мечами